# مارتا فوكس
مارتا فوكس (بالألمانية: Marta Fuchs)‏ (و. 1898 – 1974 م) هي مغنية، ومغنية أوبرا ألمانية، ولدت في شتوتغارت، توفيت في شتوتغارت، عن عمر يناهز 76 عاماً.

## التعليم
تعلمت في الجامعة الحكومية للموسيقى والفنون المسرحية شتوتغارت ‏.